# Guillaume Lavabre
Guillaume Lavabre est un cordonnier originaire de Puylaurens dans le Tarn, né en mai 1755 et mort le 23 mars 1845 à Toulouse. Il a composé la chanson La Garisou de Marianno, qui a donné son nom à Marianne, allégorie de la République française.

## Biographie

### Jeunesse
Né à Puylaurens en mai 1755, Guillaume Lavabre tient une échoppe de cordonnier dans la rue Foulimou, sur les hauteurs de la ville. Il est aussi poète à ses heures perdues.

### Composition deLa Garisou de Marianno
Durant la Révolution française, en septembre 1792, il écrit cette chanson en prenant pour base l'air de la chanson Des petits Savoyards. Écrite en occitan, elle se traduit par « La guérison de Marianne ». Il y nomme la République « Marianne », en utilisant un prénom très répandu dans sa région. De plus, elle est malade, en allégorie de la France rongée par la monarchie (la guérison étant la Révolution). C'est apparemment la première mention de ce prénom associé à la République. 
Elle va se répandre dans toute l'Occitanie, mais sans aller plus loin. Après plus de soixante ans, elle atteint finalement Paris et devient le nom de l'un de principaux symboles républicains français. Il fallut cependant attendre 1976 pour que des habitants de Puylaurens ne trouvent un manuscrit de la musique et fasse reconnaître Guillaume Lavabre comme « père » de Marianne.
Paroles
| La Garisou de Marianno Marianno, trop attacado D’uno forto malautié, Ero toujour maltratado, Et mourio de caytibié. Lou Medeci San la gari, Er neyt & jour la fasio souffri Le nouvel Poudé exécutif Ben d’y fa prené un boumitif Per y dégatxa le palmou : Marianno fe trobe millou (bis). (…) Dillo, Kellerman, Custino, Au coumençat de cassa La trop mayssanto bermino Qu'a manqua de l'estouffa Et le dedins Daïs intestins Sarau leou sans de vers tant malins, Et l’elixir de Dumouriès, Frétat à la planto das pés, Y pla dégastat le palmou : Marianno se trobé millou (bis). | La guérison de Marianne Marianne, trop attaquée D'une grosse maladie, Était toujours maltraitée, Et mourait de misère. Le médecin, Sans la guérir, Nuit et jour la faisait souffrir. Le nouveau pouvoir exécutif Vient de lui faire prendre un vomitif Pour lui dégager le poumon : Marianne se trouve mieux (bis). (…) Dillon, Kellerman, Custine, Ont commencé de chasser La trop méchante vermine Qui a failli l’étouffer Et l’intérieur Des intestins Sera bientôt débarrassé de vers si malins, Et l'élixir de Dumouriez, Frotté à la plante des pieds, Lui a bien dégagé le poumon : Marianne se trouve mieux (bis). |

### Fin de vie
Guillaume Lavabre quitte Puylaurens et sa famille pour s'installer à Toulouse. Il ne connut pas la gloire ni la richesse, malgré quelques poèmes assez célèbres. Opportuniste, il écrivit même un poème à la gloire des Bourbons, lors du retour de Louis XVIII (Le Lys et l'Olivier). Il meurt finalement le 23 mars 1845, à l'hôpital de La Grave à Toulouse. Il est alors âgé de 89 ans.